# Acronicta omihsiensis
Acronicta omihsiensis är en fjärilsart som beskrevs av Draeseke 1928. Acronicta omihsiensis ingår i släktet Acronicta och familjen nattflyn. Inga underarter finns listade i Catalogue of Life.